# Lee Ranaldo
Lee Mark Ranaldo (New York, 3 febbraio 1956) è un chitarrista e cantante statunitense, componente del gruppo dei Sonic Youth e autore solista, nonché produttore, poeta ed editore.
Nel 2003 è stato incluso al 33º posto della lista dei 100 migliori chitarristi secondo Rolling Stone scelta da David Fricke. Al 34º posto della stessa lista si trova Thurston Moore.

## Biografia
Nato a Glen Cove, presso Long Island, New York., Ranaldo è padre di tre ragazzi, Cody, Sage e Frey, ed è stato sposato due volte, prima con Amanda Linn e in seguito con l'artista sperimentale Leah Singer, con la quale ha anche formato un duo di improvvisazione musicale e manipolazione della pellicola 16mm chiamato Drift.
Negli anni in cui frequentava l'università di Binghamton suonò nel gruppo punk sperimentale Fluks (nome derivato dal movimento artistico dadaista Fluxus). Le sue influenze dell'epoca includevano sia gruppi psichedelici californiani della fine degli anni '60 come Grateful Dead, Jefferson Airplane e Hot Tuna, sia nuovi gruppi punk e new wave newyorkesi come Ramones, Television e Talking Heads.
Trasferitosi a Brooklyn nel 1979, suonò con Rhys Chatham e con i Plus Instruments (con cui poi registrò anche un disco nel 1982). Tramite Chatham conobbe il compositore di avanguardia Glenn Branca ed entrò nel suo ensemble. Nella tumultuosa scena no-wave newyorkese dei primi anni '80 conobbe Thurston Moore e Kim Gordon, suoi futuri compagni nei Sonic Youth, negli anni a seguire una delle band di riferimento dell'intera scena indipendente americana, e non solo.
Parallelamente al lavoro, peraltro ingente, con i Sonic Youth Ranaldo ha sviluppato una produzione solista a partire dal 1987, quando ha pubblicato il primo album From Here to Infinity. In seguito sono stati pubblicati Scriptures of the Golden Eternity, in edizione limitata su LP nel 1993 e su CD nel 1995, Envisioning nel 1995, Amarillo Ramp (For Robert Smithson) nel 1997, Dirty Windows e Clouds nel 1998, Music for Stage and Screen e Oasis of Whispers nel 2005 e Four Guitars Live, con Nels Cline, Carlos Giffoni e Thurston Moore, nel 2006.

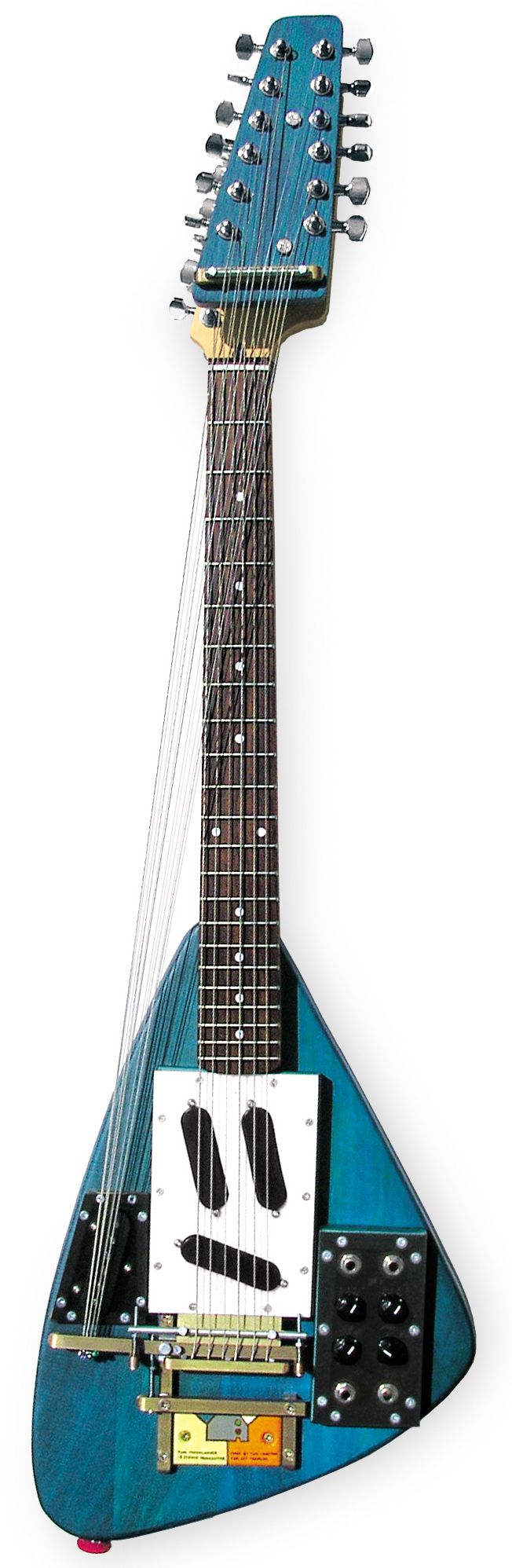
Ranaldo Moonlander chitarra, Yuri Landman, 2007

Dopo lo scioglimento dei Sonic Youth, ha pubblicato Between the Times and the Tides nel 2012 e Last Night on Earth del 2013 con il gruppo The Dust che vede alla batteria l'ex Sonic Youth Steve Shelley, alla chitarra Alan Licht e al basso Tim Lüntzel.
Negli anni successivi alla consacrazione dei Sonic Youth (dopo l'album Daydream Nation del 1988), all'attività di musicista e scrittore Ranaldo affiancò quella di produttore. Tra i gruppi prodotti: Babes in Toyland, You Am I e Deity Guns.
Come scrittore Ranaldo ha pubblicato sia libri a carattere musicale sia, soprattutto, poesie. I suoi ultimi libri di versi sono Lengths & Breath del 2004 e Road Movies del 2005 (edizione rivista e ampliata del libro omonimo pubblicato nel 1994). In traduzione italiana si può leggere ora Road Movies, pubblicato da quarup, Pescara 2007 (trad. di Fabio Genovesi).

## Discografia
- 1987 – From Here to Infinity
- 1992 – A Perfect Day (EP)
- 1993 – Scriptures of the Golden Eternity (Live)
- 1994 – Broken Circle / Spiral Hill (EP)
- 1995 – Envisioning
- 1995 – East Jesus (Compilation)
- 1997 – Amarillo Ramp (For Robert Smithson)
- 1998 – Dirty Windows
- 1998 – Clouds
- 2002 – Outside My Window the City Is Never Silent - A Bestiary
- 2004 – Text of Light (Live)
- 2005 – Music for Stage and Screen
- 2005 – Oasis of Whispers
- 2006 – Four Guitars Live
- 2008 – Maelstrom from Drift
- 2008 – Countless Centuries Fled into the Distance Like So Many Storms (EP)
- 2012 – Between the Times and the Tides
- 2013 – Last Night on Earth
- 2019 - Ranaldo/Jarmusch/Urselli/Pándi
- 2020 - Names of North End Women